# Rátonyi Róbert (zenész)
Ifj. Rátonyi Róbert (Rátonyi Róbert Jr.) (Budapest, 1953. december 13. –) magyar zongoraművész, hangszerelő, zeneszerző. A legfoglalkoztatottabb stúdiózenészek egyike. Számtalan film-, színházi, show-, reklám- és főcímzenét komponált és hangszerelt. Édesapja Rátonyi Róbert színész volt, húga Rátonyi Hajni.

## Élete
Magánúton kezdett el zongorát tanulni. Később Géczy Fazekas Klára tanítványa lett. Képzőművészeti tanulmányai és a gimnáziumi érettségi vizsga után 1977-ben végezte el a Bartók Béla Zeneművészeti Szakközépiskola dzsessz tanszakát, ahol Gonda János növendéke volt.
1975 óta szinte valamennyi élvonalbeli hazai jazzmuzsikussal játszott koncerteken, hazai és külföldi dzsesszfesztiválokon, lemezfelvételeken. Zongorajátékára nagy hatással voltak Bill Evans, Kenny Werner, Bob James, Kenny Barron, Andy Laverne és Herbie Hancock.

## Pályafutása

### Zenekarok
1977 Dimenzió (Dés László, Becze Gábor, Baló István, alapító-névadó), 1983 Extra Dry (zenekarvezető), 1989 Slang (Muck Ferenc, Tóth Tamás, Solti János), 1984 Rátonyi–Gadó Duó, Bontovics együttes, Pege együttes, Deseő együttes, Friedrich együttes, Things, (Tony Lakatos, László Attila, Lattmann Béla, Horváth Kornél, Solti János).
1991-től, Joy (Gadó G., Wienand G., Balázs E. Vasvári P.), Jazz GT (Muck Ferenc, Szabó Ferenc, Fekete “Samu” Tibor). Rátonyi Trió és Quartett, melyekben társai voltak illetve jelenleg is játszanak: Dresch Mihály, Csepregi Gyula, Csiszár Péter, Tóth Tamás, Lattmann Béla, Darvas Attila, Berkes Balázs, Lakatos “Pecek” Géza, Dörnyei Gábor, Lutz János, Tóth Gyula és Szendőfi Péter. Csepregi-Rátonyi Duó. E.K. Avenue, Majsai Band.
1994 óta tagja a Magyar Rádió Stúdió 11 zenekarának. Rendszeresen dolgozik a rádiónak (Rádiókabaré, hangjátékok, élő hangversenyek).
1988 és 1991 között 12 jazz lemezen közreműködik, köztük a saját “Ab Ovo” című (Slang) lemezén.
1991-ben Gadó Gábor gitárossal meghívást kapott a Pori Jazz fesztiválra, ahol koncertjükről az EBU felvételt készíett. A Debreceni Jazz Fesztiválon játszott koncertjüket többször leadta a washingtoni VOA Jazz Hour című rádióműsor.
2001-től a Rátonyi Trió és Quartett, a Muckshow Band, a Diva Szuper Show, Orosz Zoltán zenekar és a Csepregi Band közreműködője.
2007-től koncertezik a Csepregi–Rátonyi duó.
2006: Rátonyi Trio (Lutz János, Szendöfi Péter)
2008: Majsai Swing Band (Majsai Gábor, Molnár Péter, Hirleman Bertalan)
2009: E.K. Avenue (Kertész Erika, Frey György, Szendöfi Péter)

### Média és televízió
Az m1, a TV2 és az RTL Klub szinte valamennyi műfajú produkciójához szerez zenét, hangszerel, illetve közreműködik bennük. Néhány a legjelentősebbek közül: Gálvölgyi Show, Névshowr, Showbálvány, Éljen a mozi!, Csííz, Euroshow, Metropolis, Szerencsekerék, Zsákbamacska, Nagyvizit, Képjáték, Tipp-Hopp, Balázs Péter Show, A férfi, aki tetszik nekünk, Operakarácsony, Friderikusz Show, Budapest-Párizs Sanzonok, Még ilyet…!, Játék Határok Nélkül, Tátika, Hangszáll, Operett.hu.
1998–99-ben zenekarával és Szikora Róberttel kíséri az amerikai “Name That Tune” zenei kvízműsor magyar „Hangszáll” című televíziós változatát. Zenei vezetője és közreműködője az m1 Operett.hu című műsorának.

### Koncertek, lemezek és CD-k
1980 óta több alkalommal közreműködött a Zeneakadémián megtartott különleges klasszikus/jazzkoncerteken a Hőna Gusztáv vezette 12 harsona együttes + jazz trió ill. harsona-tuba zenekar + jazz trióval. A Quadrombone harsona együttessel a koncertek mellett lemezfelvételt is készít. Együtt turnézik olyan pop sztárokkal, mint Zorán, Tolcsvay László (Mise-jével) illetve közreműködik Kovács Ákos, Balázs Fecó (live unplugged lemez-koncert), Szikora Róbert (koncert és lemezfelvétel), Szulák Andrea, Feke Pál(koncertek).
Számtalan koncert és hangszerelési munkakapcsolat fűzi Dés László, László Attila, Novák János, Heilig Gábor, Döme Zsolt és Huzella Péter zeneszerzőkhöz.
Játszott és hangszerelt Balázs Fecó, Csepregi Gyula, Eszményi Viktória, Heilig Gábor, Hernádi Judit, Kern András, Galla Miklós, Benkő Dániel, Dés László, Bódi Magdi, Bardóczi Attila, Huzella Péter, Mikola Péter, Nádas György, Nagy Natália, Szikora Róbert, Balázs Klári, Ullmann Mónika, a Pa-Dö-Dő a Boross-Bocskor duó, Harsányi Gábor, Szulák Andrea, Voith Ági, Bodrogi Gyula, Básti Juli, Cserhalmi György, Rák Kati lemezein.
1985-ben Voith Ágival, Döme Zsolttal és Köves “Pinyó” Miklóssal megalakították az „Ági van…” című produkciót illetve zenekart, amellyel itthon és Szlovákiában turnéznak.
Közreműködik Webber Requiemjének magyarországi bemutatóján a Győri illetve Szegedi Szimfonikusokkal.
2008-ban megjelent a Csepregi–Rátonyi Duó “Private Conversation“ című CD-je.
2009-ben megjelent a Csepregi–Rátonyi Duó Szomorú Vasárnap című CD-je.

### Színházi munkák és zenés darabok
Zenekarával több nagy sikerű színházi produkciót kísér: Tyll Eulenspiegel (Körszínház) Edit és Marlene (Pesti Színház), Családi Ágy (Thália Színház), Jóból is megárt a kevés (Thália), Doktor Úr (Thália), Zsákba Macska (Budapesti Operettszínház), Királytörténet (Újpesti Színház), A Három Sárkány (zeneszerző), Gyertyafénykeringő (hangszerelő), Csók(hangszerelő), Óz a Varázsló (hangszerelő), Megyeri Gyalog Galopp (hangszerelő), Gulliver Liliputban (hangszerelő), Ki lopta el a népet (hangszerelő), Ady-dalok (hangszerelő), Csóközön (hangszerelő), Kerek Erdő (hangszerelő), Pan Péter (hangszerelő), Az Éjszaka Fantomjai (hangszerelő), Marilyn az Isteni Nő (hangszerelő), Királytörténet (hangszerelő).
Zenét komponált a Győri Balett számára (Eurobalett).

### Külföldi turnék, show műsorok
1987–88-ban több hónapig Németország egyik legjobb Kur Orchestrájában játszott, Bad Nauheimben.
1983–1991 között édesapja Rátonyi Róbert két órás One-Man Show-jának zongoristájaként turnézott az USA-ban, Izraelben, Angliában, Svédországban és Oroszországban.
1990-ben Palma de Mallorcán a Teatre Principalban kísérte az „Edit és Marlene” című előadást (Kútvölgyi Erzsébet, Vitai A. és Mikes L.-val).
Több ízben kíséri saját zenekarával a hagyományos Szilveszteri Gála műsort a Vígszínházban és a Budapesti Operettszínházban.
1991 óta kísérője a Madách Színház Hűvösvölgyi Ildikó és Cseke Péter zenés műsorának a Kétszemélyes Bolondságnak, amelyről tévéfelvétel készül. 2000-ben Bázelban és Bernben vendégszerepeltek.
1992-ben zenekarával kísérte a hagyományos Táncdalfesztivált, Egerben.
Zenei vezetője a Kongresszusi Központ nemzetközi Euroshow és Showszóró című produkcióinak.
1999–2000-ben három nagy sikerű szuper koncertet adott a Vigadóban és a Budai Parkszínpadon, amelyeken zenei vezetője, hangszerelője és zenekarával kísérője a Divák Éjszakája című koncertnek (közreműködők: Miklósa Erika, Malek Andrea, Szulák Andrea, Keresztes Ildikó, Póka Angéla, Pándy Piroska, Király Linda) és a „Trubadúrok Éjszakája“ című koncertnek (Somló Tamás, Demjén Ferenc, Roy & Ádám, Sasvári Sándor, Domahidy László Gábriel).
Évek óta zenei vezetője és kísérője Orosz Zoltán harmonikaművésszel a Francia Intézet Sanzon Versenyének valamint a Francia Köztársaság Nemzeti Ünnepi műsorainak.
Zenei vezetője a MŰPA-ban megtartott Zsüti Gála (2004-es G. Dénes György emlékkoncert), melyről CD és DVD is készült. Zenei vezetője a 2009-es Zsidó Fesztivál Retro Divák koncertjének.

### Nemzetközi produkciók
Koncertezett ill. dolgozott olyan külföldi muzsikusokkal, mint Lee Harper, Chieli Minucci, Gerald Veasley, Angelika Milster, Ann Malcolm, Marcel Azzola, Charles Fox, Armando Trovajoli vagy Nigel Kennedy.
1991-től két évig a bécsi Theater Auerspergben zongorázott a „Zarah Die Legende Armand Die Show“ (ausztriai turné), „The Marx Brothers Parade“ és a „Szomorú Vasárnap“ című produkciókban.
1997-ben saját triójával kísérte a világhírű francia harmonikaművész Marcel Azzolat (Yves Montand, Édith Piaf, Gilbert Bécaud, J. Brel kísérője) budapesti „La Tournée Triomphale“ koncertjén Anne Baquet és Bardóczi Attila közreműködésével.
1998-ban zongorakísérője volt a népszerű német diva Angelika Milster énekesnőnek, akivel két nagy sikerű gálakoncertet adott az MS Europa luxus óceánjáró “Metropolen der Ostsee” körútján.
Gyakori vendégzongoristája a baseli Stage Four zenekarnak.
2009-ben duója koncertet adott Nigel Kennedyvel a világhírű Rosehill Theatre-ben.

### Filmzenék
Zenét szerez illetve közreműködik Mészáros Márta, Gárdos Péter, Kovács András, Jancsó Miklós, Dömölky János, Dobray György és Schmidt Arnold filmjeiben.
A Stationary című filmhez zenét írt, elnyerve az 1996-os Filmszemle rövidfilm kategóriájának első díját.
Játszott több amerikai szuperprodukció magyarországi filmzenefelvételén (Jerry Goldsmith, Charles Fox, Armando Trovajoli) valamint a Szamárköhögés, Uramisten, Álommenedzser, Kék Duna keringő és a Stationary című magyar filmekben.

### Egyéb
Közreműködik Webber Requiemjének magyarországi bemutatóján a Győri ill. Szegedi Szimfonikusokkal.
1997-ben hangszerelője és közreműködője volt a Fertőrákosi Barlangszínház „Az Éjszaka Fantomjai“ című produkciójának.
A 2000. évi londoni Alternative Hair Show (Royal Albert Hall) magyar produkciójához írt zenéjét a nemzetközi rendezőség felteszi a showról készített videóra is.
Az Electroluxnak írt reklámzenéje 1993-ban a Debreceni Reklám Fesztiválon I. díjat nyert.
Hangszerelt a Moulin Rouge produkcióihoz és Náray Tamás divatbemutatójához.

### Tanítás
1977 óta tanít jazz-zongorát a Postás Erkel Ferenc Zeneiskolában. 1990-től 4 évig tanított a Liszt Ferenc Zeneművészeti Főiskolán hangszerelést és elektronikus hangszerismeretet. 1995 óta írja a Zenészmagazin billentyűs rovatát. 2008-tól tanít a Tóth Aladár Zeneiskolában.